# اندرو اسناجر
 اندرو اسناجر (انگلیسی: Andrew Sznajder؛ زاده ۲۵ مهٔ ۱۹۶۷) یک تنیس‌باز اهل کانادا است. 